# Data General Dasher

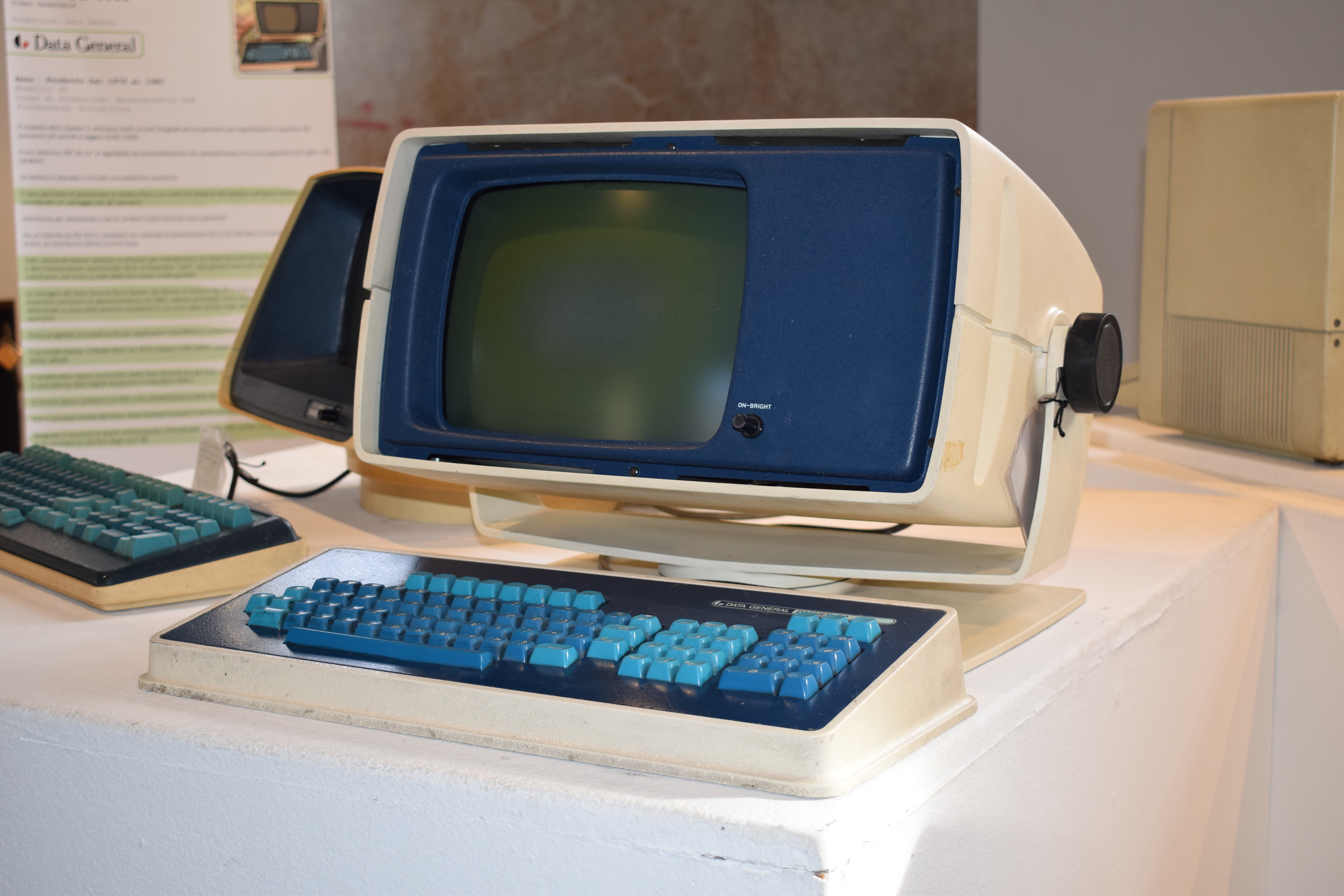
Dasher D2

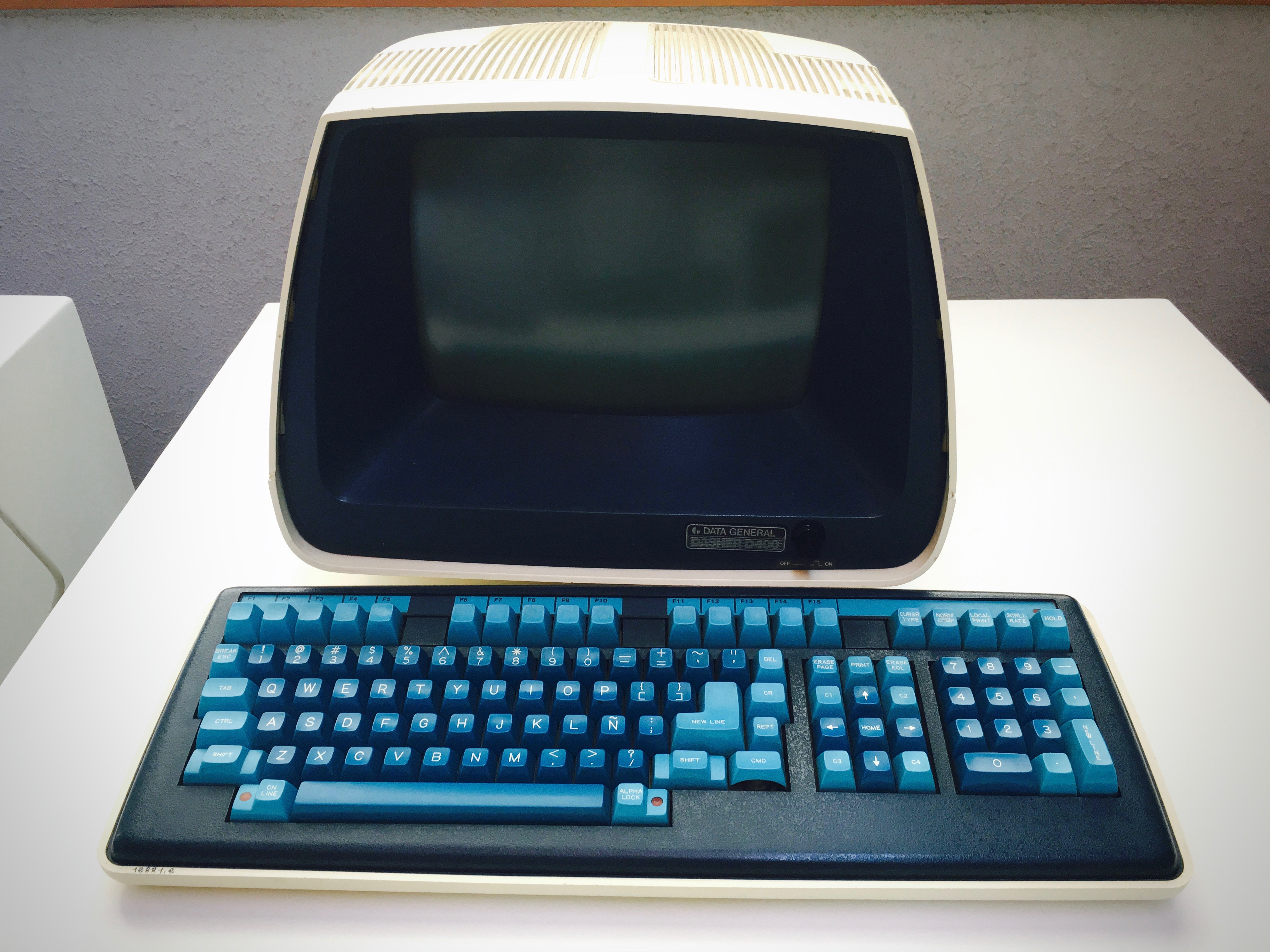
Dasher D400

Dasher was een serie CRT-computerterminals die ontworpen, geproduceerd en verkocht werden door Data General voor gebruik met hun Nova- en Eclipse-minicomputers.
Data General produceerde een volledig assortiment randapparatuur, soms door apparaten zoals printers te rebadgen, maar ook door eigen apparaten te ontwikkelen. Data General's eigen serie CRT-gebaseerde terminals en teleprinters waren van hoge kwaliteit en beschikten over een groot aantal functietoetsen, met de mogelijkheid om verschillende codes te verzenden met elke combinatie van control- en shift-toetsen. Dit was heel interessant voor bijvoorbeeld het werken met WordPerfect.
Het model 6053 Dasher D2, geïntroduceerd in 1977, had een kantelbaar scherm en gebruikte veel geïntegreerde schakelingen. De kleinere, lichtere D100 en D200 uit 1979 en uiteindelijk de D210 uit 1983 vervingen het als de basisterminal, terwijl grafische modellen zoals de D460 (met ANSI X3.64-compatibiliteit) het allerhoogste segment van het assortiment innamen.
De meeste software van Data General was specifiek geschreven voor hun eigen terminals of voor de terminalemulatie die ingebouwd is in de Desktop Generation DG10. De ingebouwde terminalemulator van de Data General/One was minder geschikt, hoewel software die gebruikmaakte van Data General Business BASIC flexibeler was omdat bij het inloggen op een Business BASIC-systeem een proces werd gestart waarbij het terminaltype meestal automatisch gedetecteerd werd.